# Заиваново
Заиваново (укр. Заіванове) — село в Забродовской сельской общине Ковельского района Волынской области Украины.
До 2020 года входило в Ратновский район.
Код КОАТУУ — 0724280803. Население по переписи 2001 года составляет 28 человек. Почтовый индекс — 44152. Телефонный код — 3366. Занимает площадь 0,297 км².